# Necla Esepaşa
Necla Esepaşa (née Güçlü le 16 septembre 1974 à Kardjali) est une ancienne joueuse de volley-ball turque. Elle mesure 1,74 m et jouait au poste de libero. Elle a totalisé 110 sélections en équipe de Turquie.

## Clubs
| Club                   | De        | À         |
| ---------------------- | --------- | --------- |
| DSİ Nilüfer Spor       | 1983-1984 | 1989-1990 |
| Günes Sigorta          | 1990-1991 | 1999-2000 |
| VB Günes Sigorta       | 2000-2001 | 2005-2006 |
| Beşiktaş İstanbul      | 2007-2008 | 2007-2008 |
| Fenerbahçe Istanbul    | 2008-2009 | 2008-2009 |
| Dicle Üniversitesi     | 2009-2010 | 2009-2010 |
| Emlak TOKİ Ankara      | 2010-2011 | 2010-2011 |
| Pursaklar Belediyesi   | 2011-2012 | 2011-2012 |
| Galatasaray İstanbul   | 2012-2013 | 2012-2013 |
| İdmanocağı Spor Kulübü | 2014-2015 | 2015-2016 |

## Palmarès

### Clubs
- Championnat de Turquie
  - Vainqueur : 1993, 2004, 2005, 2009.
- Top Teams Cup
  - Vainqueur : 2004.
- Supercoupe de Turquie
  - Finaliste: 2012.
- Challenge Cup
  - Finaliste : 2016.

### Distinctions individuelles
- Top Teams Cup féminine 2003-2004: Meilleure libero.